# Alexa Scimeca Knierim
Alexa Paige Scimeca Knierim (Addison, 10 giugno 1991) è una pattinatrice artistica su ghiaccio statunitense, medaglia d'oro al Campionato del mondo 2022 e medaglia d'argento nella gara a squadre alle Olimpiadi del 2022, dove ha pattinato in coppia con Brandon Frazier. In precedenza aveva vinto la medaglia di bronzo nella gara a squadre alle Olimpiadi di Pyeongchang 2018 pattinando in coppia con il marito Chris Knierim.

## Biografia
Dopo avere iniziato a gareggiare insieme a Ivan Dimitrov, nell'aprile 2012 Alexa Scimeca si è unita a Chris Knierim con il quale ha cominciato a disputare le competizioni internazionali. I due sono noni ai Mondiali di London 2013 e poi vincono la medaglia di bronzo ai Campionati dei Quattro continenti di Taipei 2014.
Ai Campionati dei Quattro continenti di Taipei 2016 la coppia si piazza seconda, stabilendo con 140.35 punti nel programma libero e 207.96 punti complessivi il punteggio record internazionale mai fatto registrare da una coppia statunitense. Nell'aprile dello stesso anno Alexa inizia ad accusare i sintomi di una rara malattia gastrointestinale che pone la sua vita in pericolo, costringendola a sottoporsi una serie di interventi chirurgici addominali. Già fidanzatisi tempo addietro, il 26 giugno 2016 Alexa e Chris si sposano a Colorado Springs.
Partecipano alle Olimpiadi di Pyeongchang 2018 prendendo parte al programma corto e a quello libero della gara a squadre, contribuendo al bronzo vinto dagli Stati Uniti d'America. Nel pattinaggio a coppie terminano in quindicesima posizione.
Nel febbraio 2020, prima dell'inizio dei Mondiali di Montréal, Chris Knierim annuncia il suo ritiro dall'attività agonistica e Alexa inizia la ricerca di un nuovo partner.

## Palmarès

### Con Frazier
| Internazionali | Internazionali | Internazionali | Internazionali |
| Evento | 2020–21        | 2021–22        | 2022–23        |
| --- | -------------- | -------------- | -------------- |
| Giochi olimpici invernali |                | 6°             |                |
| Campionati mondiali | 7°             | 1°             | 2°             |
| GP Finale |                |                | 2°             |
| GP Trophée Eric Bompard |                | 3°             |                |
| GP Skate America | 1°             | 4°             | 1°             |
| GP John Wilson Trophy |                |                | 1°             |
| GP Golden Spin |                | 5°             |                |
| John Nicks Pairs Challenge |                | 1°             |                |
| Cranberry Cup |                | 2°             |                |
| Nazionali |                |                |                |
| Campionato statunitense | 1°             | R              | 1°             |
| Eventi a squadre |                |                |                |
| Giochi olimpici invernali |                | 1º S           |                |
| World Team Trophy | 2° S 2° P      |                | 1° S 1° P      |
| A = Assegnati; R = Ritirati S = Risultato della squadra; P = Risultato personale Medaglie assegnate solo per il risultato della squadra. |                |                |                |

### Con Knierim
| Giochi olimpici                                                                         |    |    |             |             |     | 15º |    |    |
| Campionati mondiali                                                                     | 9º |    | 7º          | 9º          | 10º | 15º |    | R  |
| Campionati dei Quattro continenti                                                       | R  | 3º | 5º          | 2º          | 6º  |     |    | R  |
| GP Finale                                                                               |    |    |             | 7º          |     |     |    |    |
| GP Bompard                                                                              |    |    | 4º          |             |     |     |    |    |
| GP Cup of China                                                                         |    | 5º |             |             | R   |     |    |    |
| GP NHK Trophy                                                                           | 4º |    |             | 3º          |     | 5º  | 3º | 7º |
| GP Rostelecom Cup                                                                       |    | 6º |             |             | R   |     |    |    |
| GP Skate America                                                                        |    |    | 4º          | 2º          |     | 5º  | 4º |    |
| GP Skate Canada                                                                         |    |    |             |             |     |     |    | 4º |
| CS Golden Spin                                                                          |    |    |             |             |     |     | 2º |    |
| CS Ice Challenge                                                                        |    |    |             | 1º          |     |     |    |    |
| CS Nebelhorn Trophy                                                                     |    |    | 3º          | 2º          |     |     | 2º | 2º |
| CS U.S. Classic                                                                         |    |    | 1º          |             |     | 2º  |    |    |
| Coppa Internazionale di Nizza                                                           | 1º |    |             |             |     |     |    |    |
| Nepela Trophy                                                                           |    | 3º |             |             |     |     |    |    |
| Nazionali                                                                               |    |    |             |             |     |     |    |    |
| Campionati statunitensi                                                                 | 2º | 4º | 1º          | 2º          | R   | 1º  | 7º | 1º |
| Team events                                                                             |    |    |             |             |     |     |    |    |
| Giochi olimpici                                                                         |    |    |             |             |     | 3º  |    |    |
| World Team Trophy                                                                       |    |    | 1º T (4º P) |             |     |     |    |    |
| Team Challenge Cup                                                                      |    |    |             | 1º T (3º P) |     |     |    |    |
| CS = Challenger Series; GP = Grand Prix; T = risultato squadra; P = risultato personale |    |    |             |             |     |     |    |    |